# George Luz
El Técnico 4.º Grado George Luz (17 de junio de 1921 - 15 de octubre de 1998) fue un suboficial de la Compañía Easy, 2.º Batallón, 506.º Regimiento de Infantería de Paracaidistas, 101.ª División Aerotransportada del Ejército de los Estados Unidos durante la Segunda Guerra Mundial. Luz es interpretado por el actor Rick Gomez en la serie Band of Brothers.

## Juventud
Luz nació en el pueblo de Fall River, Massachusetts y creció en West Warwick, Rhode Island. Se alistó al ejército el 25 de agosto de 1942.

## Servicio Militar
Luz tenía un excelente sentido del humor y un talento para imitar a casi todo el mundo. Durante un ejercicio militar en Inglaterra imitó a un oficial de la compañía e hizo que el capitán Herbert Sobel cortara una cerca de una granja, con la cual se saliera una manada de vacas.
Luz saltó a Normandía el día D, el 6 de junio de 1944, su avión fue impactado por disparos de la artillería antiaérea enemiga antes de poder hacer el salto. Habiendo realizado el salto, perdió su fusil M1 Garand y su equipo de radio, cuando llegó a tierra, se encontraba solo y no pudo reagruparse con sus camaradas.
Al día siguiente, halló a su unidad y asistió en el asalto a Carentan. Unos meses después, participó en la Operación Market Garden en Holanda. Durante la Navidad de ese año, formó parte de la batalla de las Ardenas junto con el resto de la 101.ª División Aerotransportada, en esta batalla perdió muchos de sus amigos, que fueron muertos en acción por el bombardeo constante de la artillería alemana. Sin embargo, Luz nunca perdió su sentido del humor ayudando a mantener la moral alta del resto de sus compañeros.

## Después de la guerra
Terminada la guerra, pasó el resto de su vida en West Warwick donde se casó con su esposa Delvina. Murió en un accidente industrial en 1998. Como muestra de su carácter, para su funeral asistieron más de 1600 personas.
- Datos: Q858022